# Michael Badgley
(en) Statistiques sur pro-football-reference
Michael Badgley (né le 28 juillet 1995) est un joueur de football américain évoluant au poste de kicker pour les Lions de Détroit de la National Football League (NFL). Il a joué au football universitaire pour les Hurricanes de l'université de Miami et a été signé en tant qu'agent libre non drafté par les Colts d'Indianapolis en 2018.

## Jeunes années
Né et élevé à Summit, dans le New Jersey, de Chris et Leanne Badgley, il fréquente la Summit High School, où il joue au hockey et à la crosse, en plus du football américain. Badgley aremporte au moins un championnat d’État dans tous les sports qu’il pratique au lycée. Badgley a prévu de jouer à la crosse collégiale jusqu'à ce qu'un entraîneur le convainque qu'il pourrait jouer au football au niveau de la Division I,,.
Avant d'entrer à l'université, Badgley passe au programme post-diplôme de la Fork Union Military Academy en Virginie. Selon un compagnon de l'académie, le plus long field goal de Badgley aurait été de  58 yards. Il semble que le destin de Badgley soit de fréquenter l’Université de Miami pour exercer son métier.

## Carrière universitaire
Badgley s'inscrit à l'université de Miami où il joue pour les Hurricanes. Badgley est le leader de tous les temps à Miami en matière de field goals et est élu dans la première équipe All-ACC en 2017.

### Saison 2014
La place de kicker titulaire n'attend pas Badgley les bras ouverts à son arrivée. Il doit affronter un collègue pour gagner des tâches à temps plein, un exploit qu'il réalisera lors du troisième match de la saison contre les Red Wolves de l'université d'État de l'Arkansas, inscrivant cinq points supplémentaires. Il réussit son premier essai de field goal, de 34 yards, lors du match suivant contre les Cornhuskers du Nebraska. Badgley conserve son poste jusqu'à la fin de la saison, réussissant 14 de ses 18 field goals, et 34 de ses 38 PAT.

### Saison 2015
Pour sa deuxième saison en tant que « Cane », Badgley continue à progresser dans son jeu à un niveau plus efficace. Le kicker fait un bond en avant, tout d’abord en inscrivant FG de 48 yards, son record en carrière à ce moment, contre les Owls de la Florida Atlantic University, puis battant son record plus tard dans la saison en réussissant sur un FG de 49 yards contre les Hokies de l'institut polytechnique et université d'État de Virginie. Après avoir manqué plusieurs tentatives à 50 yards, Badgley exorcise ses démons en annotant depuis les 57 yards, égalant le record de l’école pour le field goal le plus long. Badgley terminera alors la saison régulière en égalant son propre record scolaire avec cinq FG en un seul match contre les Panthers de l'université de Pittsburgh. Lorsque la saison prend fin, Michael Badgley établit un nouveau record scolaire pour le nombre de field goals inscrits en une saison, réussissant 25 de ses 30 tentatives, et battant le record des 22 FFG marqués, détenu par Jon Peattie. Il est difficile de croire que Badgley n’a été nommée que mention honorable All-ACC.

### Saison 2016
Avec le roulement du personnel d'entraîneurs, chaque joueur de la liste doit auditionner une nouvelle fois pour faire ses preuves devant les nouveaux hommes au pouvoir. En tant que kicker, Badgley exerce son métier avec professionnalisme au cours de la saison 2016. Bien que sa deuxième année ne soit pas une saison record, Badgley réussit 21 de ses 26 buts, ainsi que 53 de ses 55 PATs. À la fin de la saison, Badgley est de nouveau nommé joueur All-ACC avec une mention honorable et, par le vote des entraîneurs, comme membre de la troisième équipe All-ACC.

### Saison 2017
Badgley bat le record de Carlos Huerta en carrière du nombre de field goals marqués avec 77 (Huerta, 73 ) et le surclasse également en points avec 404 (Huerta, 397). Il va de soi que l’entraîneur-chef Mark Richt ne voudrait pas voir Badgley battre de tels records, car cela signifie que les Hurricanes se contentent de trois points au lieu de six, mais ce serait un dénouement approprié pour un joueur deux étoiles du New Jersey de devenir le kicker le plus prestigieux de Miami après une saison où ils ont dépassé les attentes - tout comme leur kicker. Pour sa saison 2017, Badgley est nommé dans la première équipe All-ACC.

### Statistiques universitaires
| Année                                  | Université                             | Conf                                   | Statut                                 | Pos                                    |     | MJ  |     | PAT   | PAT | PAT | Field goals | Field goals | Field goals | Pts    |      | Punting | Punting | Punting | Punting | Punting |
| Année                                  | Université                             | Conf                                   | Statut                                 | Pos                                    | PSM | MJ  | PST | Pct   | FGM | FGT | Pct         | KO          | Yds         | Pts    | Moy  | TB      | Ret     |         |         |         |
| *2014                                  | Miami (FL)                             | ACC                                    | FR                                     | K                                      | 11  | 34  | 38  | 89.5  | 14  | 18  | 77.8        | 76          | 19          | 1,058  | 55.7 | 5       | 12      |         |         |         |
| *2015                                  | Miami (FL)                             | ACC                                    | SO                                     | K                                      | 12  | 40  | 40  | 100.0 | 25  | 30  | 83.3        | 115         | 8           | 502    | 62.8 | 3       | 5       |         |         |         |
| *2016                                  | Miami (FL)                             | ACC                                    | JR                                     | K                                      | 13  | 53  | 55  | 96.4  | 21  | 26  | 80.8        | 116         | 88          | 5,584  | 63.5 | 52      | 33      |         |         |         |
| *2017                                  | Miami (FL)                             | ACC                                    | SR                                     | K                                      | 13  | 45  | 46  | 97.8  | 17  | 23  | 73.9        | 96          | 75          | 4,729  | 63.1 | 32      | 41      |         |         |         |
| Total (* y compris les matchs de Bowl) | Total (* y compris les matchs de Bowl) | Total (* y compris les matchs de Bowl) | Total (* y compris les matchs de Bowl) | Total (* y compris les matchs de Bowl) | 49  | 172 | 179 | 96.1  | 77  | 97  | 79.4        | 403         | 190         | 11,873 | 62.5 | 92      | 91      |         |         |         |

## Carrière professionnelle
Après ne pas avoir été sélectionné lors de la draft 2018 de la NFL, Badgley signe avec les Colts d'Indianapolis en tant qu'agent libre non drafté. Le 1er septembre 2018, les Colts renoncent à Badgley dans le cadre de la réduction de la liste finale à 53 joueurs.

### Chargers de Los Angeles

#### Saison 2018
Badgley signe les Chargers de Los Angeles le 11 octobre 2018 un contrat de 3 ans d'une valeur de 1 455 882 dollars.
Au cours de la semaine 6, il fait ses débuts en NFL contre les Browns de Cleveland. Dans la victoire de 38-14, il convertit ses cinq tentatives de points supplémentaires et sa tentative de field goal. Au match suivant, une victoire 20 à 19 sur les Titans du Tennessee, il convertit deux tentatives de field goal et deux tentatives de points supplémentaires. Cependant, il a du mal avec les kickoffs. Il est libéré le 30 octobre 2018 et re-signé avec l'équipe d'entraînement,. Après que Caleb Sturgis ait manqué deux points supplémentaires et une tentative de field goal lors de la neuvième semaine, Badgely est promu dans la formation active, entraînant la libération de Sturgis. Lors de la 13e semaine, contre les Steelers de Pittsburgh lors du Sunday Night Football, Badgley rate un essai de 52 yards sur la première possession du match. Il rebondit et réussit ses deux tentatives de points supplémentaires, puis, après avoir raté une tentative et en avoir une autre bloquée - annulées par des pénalités défensives - il marque le field goal gagnant de 29 yards pour donner aux Chargers une victoire de 33- 30. La semaine suivante, face aux Bengals de Cincinnati, Badgley inscrit quatre FG de 59, 31, 32 et 46 yards au cours d’une victoire 26-21. Le FG de 59 yards établit un record de franchise des Chargers. Il est nommé joueur de la semaine des équipes spéciales de l'AFC pour ses performances. Lors du match de wildcard l'AFC contre les Ravens de Baltimore, Badgley réussit ses 4 tentatives de field goal en première mi-temps, devenant le troisième kicker à le faire.

#### Saison 2019
Badgley participe à huit matchs des Chargers, une blessure à l'aine lui ayant coûté les huit premiers matchs de la saison, mais le kicker de deuxième année revient pour la semaine 9 et s'avère une option fiable à partir de 45 yards ou moins. Les trois field goals ratés  de Badgley sont survenues à partir de 46 yards. En plus de ses treize field goals réussis sur seize tentatives, il ne rate aucun de ses 19 points supplémentaires.

### Titans du Tennessee
Le 10 septembre 2021, Badgley intègre l'équipe d'entraînement des Titans du Tennessee avant d'être promu à l'équipe active un jour plus tard pour remplacer le kicker blessé Sam Ficken (en). Pendant le premier match de la saison régulière contre les Cardinals de l'Arizona, il ne réussit qu'un point supplémentaire, et rate un autre point supplémentaire ainsi qu'un field goal de 46 yards. Il est libéré le jour suivant.

### Colts d'Indianapolis
Le 14 octobre 2021, Badgley intègre l'équipe d'entraînement des Colts d'Indianapolis. Il est promu à l'équipe active le 16 octobre 2022 à la suite d'une blessure à Rodrigo Blankenship qui est placé sur la liste des blessés. Il passe le reste de la saison 2021 avec les Colts où il réussit 18 de 21 tentatives de field goals et toutes ses 39 tentatives de points supplémentaires au cours des 12 derniers matchs de la saison.

### Bears de Chicago
Le 1er octobre 2022, les Bears de Chicago intègre Badgley à leur équipe d'entraînement. Il est promu à l'équipe active pour la partie contre les Giants de New York pendant que Cairo Santos rate le match en raison d'une matière personelle. Il réussit tous les quatre field goals qu'il a tenté au cours du match. Il est libéré deux jours plus tard.

### Lions de Détroit
Le 5 octobre 2022, Badgley intègre l'équipe d'entraînement des Lions de Détroit.

## Statistiques NFL
| Année              | Équipe                  | MJ                 |        | Field goals | Field goals | Field goals | Field goals |         | Extra Points | Extra Points | Extra Points |
| Année              | Équipe                  | MJ                 | Tentés | Réussis     | %           | Long        | Tentés      | Réussis | %            |              |              |
| 2018               | Chargers de Los Angeles | 10                 | 16     | 15          | 93,8        | 59          | 28          | 27      | 96,4         |              |              |
| 2019               | Chargers de Los Angeles | 8                  | 16     | 13          | 81,3        | 49          | 19          | 19      | 100,0        |              |              |
| 2020               | Chargers de Los Angeles | 16                 | 33     | 24          | 72,7        | 48          | 39          | 36      | 92,3         |              |              |
| 2021               | Titans du Tennessee     | 1                  | 1      | 0           | 0,0         | –           | 2           | 1       | 50,0         |              |              |
| 2021               | Colts d'Indianapolis    | 12                 | 21     | 18          | 85,7        | 46          | 39          | 39      | 100,0        |              |              |
| 2022               | Bears de Chicago        | 1                  | 4      | 4           | 100,0       | 40          | 0           | 0       | 0,0          |              |              |
| Totaux en carrière | Totaux en carrière      | Totaux en carrière | 91     | 74          | 81,3        | 59          | 127         | 122     | 96,1         |              |              |